# Walter Schmidt (ingenjör)
Walter Schmidt, född 1880 i Zinkgruvan, Örebro län, död 27 mars 1927 i Sundsvall, var en svensk elektroingenjör.
Schmidt avlade studentexamen i Örebro 1899, utexaminerades från Chalmers tekniska institut 1902 och studerade elektroteknik vid tekniska högskolan i Charlottenburg 1903. Han var ritare och konstruktör vid Asea i Västerås 1903–1905, assistent vid Aseas filial i Sundsvall 1905–1908, chefsassistent vid Norrköpings elektricitetsverk och spårvägar 1909–1912, chef för Åbo elektricitetsverk och spårvägar 1912–1919, var teknisk ledare för Vikbolandets elektrifiering 1919–1921, chef för Luleå elektricitetsverk 1922–1923 samt blev chef för Sundsvalls Spårvägs AB och Spårvägs AB Sundsvall-Skön 1923.